# Gouvernement Temer
République fédérative du Brésil
Rousseff II Bolsonaro
Le gouvernement Michel Temer (en portugais : Governo Michel Temer) est le cabinet chargé du pouvoir exécutif au sein du gouvernement fédéral du Brésil en fonction du 12 mai 2016 au 31 décembre 2018. 
Il s'agit, jusqu'au 31 août 2016, d'un gouvernement provisoire formé après la suspension de la présidente Dilma Rousseff, puis après la destitution définitive de celle-ci, le gouvernement devient permanent. Il est dirigé par le président Michel Temer.

## Historique et coalition
Ce gouvernement est formé à la suite de la suspension de la présidente Dilma Rousseff.
Le premier conseil des ministres a lieu le 13 mai 2016.
Le 31 août, Dilma Rousseff est destituée et Michel Temer est confirmé dans ses fonctions.
Le non-retrait des droits civiques de Dilma Rousseff par le Sénat fragilise la majorité parlementaire du gouvernement.
Le 22 février 2017, le ministre des Affaires étrangères, José Serra, démissionne pour raisons de santé. Le jour-même, Marcos Galvão lui succède par intérim. Le 3 mars 2017, Aloysio Nunes est nommé pour le remplacer.
Les ministères des Droits humains et de la Réforme agraire sont supprimés. Michel Temer voulait également initialement supprimer le ministère de la Culture mais doit y renoncer, faisant face à des protestations.
Le 27 février 2018, le ministre de la Défense Raul Jungmann est nommé ministre de la Sécurité (Intérieur). Pour la première fois depuis trente ans et le retour de la démocratie, un militaire, Joaquim Silva e Luna, est nommé ministre, succédant ainsi à Jungmann.

### Critiques et représentativité

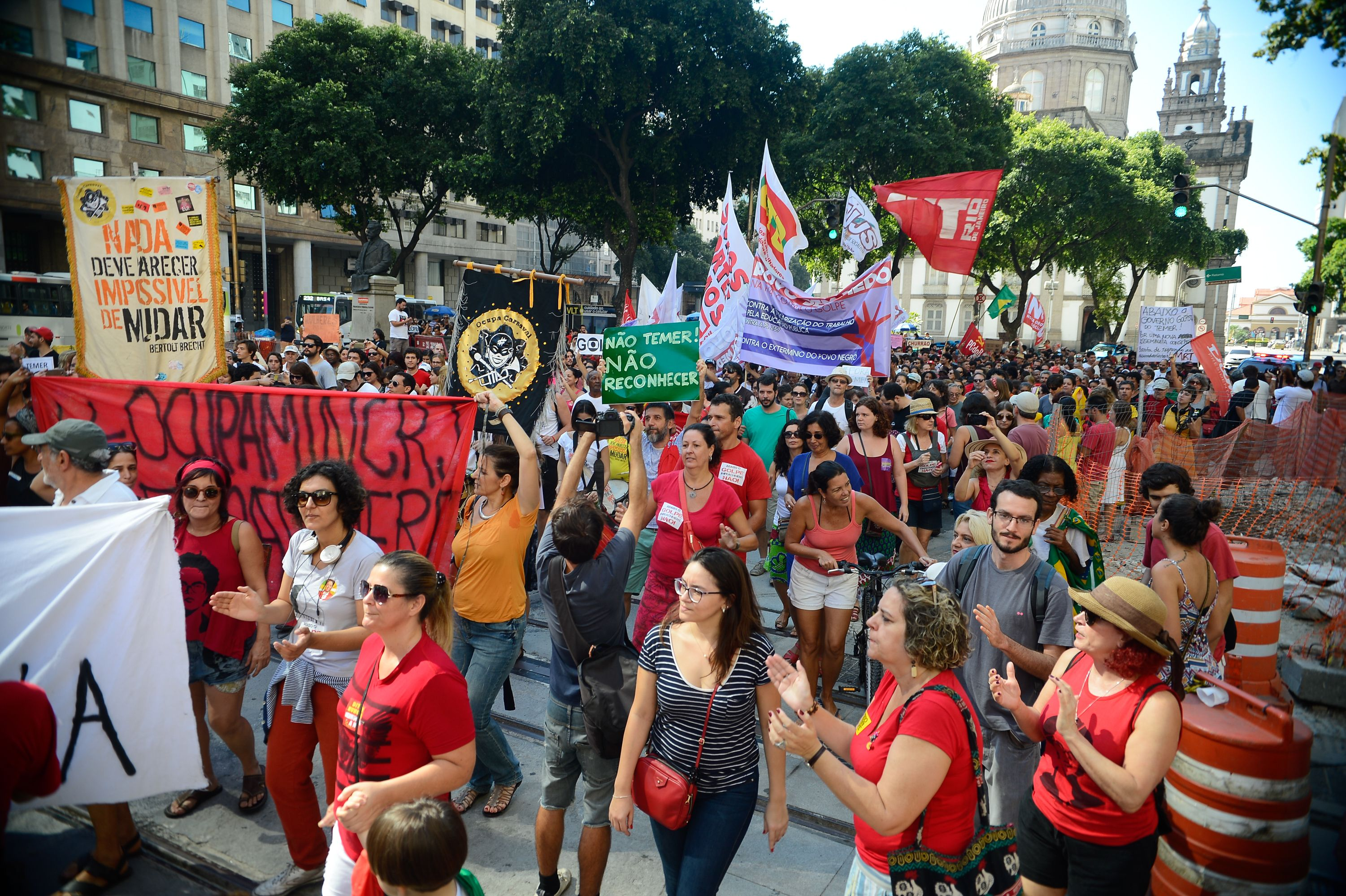
Manifestations hostiles au gouvernement Temer.

Pour la première fois depuis le rétablissement de la démocratie en 1985, aucune femme n'est ministre. Le gouvernement sortant comptait quant à lui quinze femmes. De plus, le ministère de la Culture perd son indépendance. Par ailleurs, tous les ministres sont des Blancs. C'est pour ces deux raisons que la composition de ce gouvernement a été critiquée,.
Le 22 mai 2016, le ministre de l'Éducation annonce le rétablissement prochain du ministère de la Culture, après des manifestations d'artistes à Rio de Janeiro. Le secrétaire d'État à la Culture, Marcelo Calero, est désigné pour le diriger.
Le 24 mai 2016, le ministre du Plan, Romero Jucá, est démis de ses fonctions après la révélation d'écoutes compromettantes sur le scandale Petrobras. Dyogo Henrique de Oliveira assure l'intérim.
Le 30 mai 2016, le ministre de la Transparence, poste nouvellement créé pour lutter contre la corruption dont le titulaire est Fabiano Silveira a démissionné, la deuxième en une semaine, après la divulgation d’un enregistrement où on entend le ministre critiquer l’enquête en cours sur l'affaire de corruption Petrobras. Le 2 juin 2016, Torquato Jardim (en) lui succède.
Le 16 juin 2016, le ministre du Tourisme, Henrique Eduardo Alves, soupçonné de corruption, démissionne.
Le 25 novembre 2016, démissionne Geddel Vieira Lima, secrétaire du gouvernement, accusé de trafic d'influences dans le cadre d'un projet immobilier contesté par le ministre de la Culture Marcelo Calero, qui avait alors démissionné le 18 du même mois. Entretemps, Roberto Freire est nommé ministre de la Culture, puis en février 2017, Antônio Imbassahy devient secrétaire du Gouvernement. 
Le 3 février 2017, à l'occasion d'un remaniement, Luislinda Valois, première femme à intégrer le gouvernement Temer, est nommée ministre des droits de l'homme.
Le 7 février 2017, le ministre de la Justice, Alexandre de Moraes, est nommé comme juge de la Cour suprême par le président Michel Temer, ce qui suscite une polémique.  Le 22 février 2017, José Levi Mello do Amaral Júnior lui succède. Le 8 février, la Justice suspend la nomination de Wellington Moreira Franco au poste de Secrétaire général de la Présidence, pour son implication dans l'opération Lava Jato. Le 22 février 2017, la  Cour suprême annule cette suspension.
Eliseu Padilha, chef de la casa civil, est lui aussi mêlé à l'opération Lava Jato.
En août 2017, Michel Temer décide d'abroger le statut de réserve naturelle d'une partie de la forêt amazonienne, mesurant 4 millions d'hectares, pour y permettre l'exploitation minière par des entreprises privées et la reconversion de la forêt en cultures pour les entreprises de l’agro-business. Cette autorisation a finalement été suspendue 7 jours plus tard par le tribunal fédéral de Brasilia. Le gouvernement s'expose à des accusations de conflit d’intérêt, le ministre de l'Agriculture Blairo Maggi et sa famille étant propriétaires de la plus grosse société de production de soja au monde.
En janvier 2018, Cristiane Brasil a été nommée ministre du Travail dans le gouvernement Temer. Cependant, accusé d'avoir fait travailler ses domestiques sans les déclarer et avec une forte charge de travail, la Cour suprême suspend son entrée en fonction.

## Composition

### Initiale (12 mai 2016)
| Portefeuille                                                   | Ministre                      |
| -------------------------------------------------------------- | ----------------------------- |
| Président de la République                                     | Michel Temer (intérim)        |
| Ministre des Affaires étrangères et du Commerce extérieur      | José Serra                    |
| Ministre de l'Agriculture                                      | Blairo Maggi                  |
| Ministre de la Défense                                         | Raul Jungmann                 |
| Ministre du Développement agraire et social                    | Osmar Terra                   |
| Ministre du Développement, de l'Industrie et du Commerce       | Marcos Pereira                |
| Ministre de l'Éducation et de la Culture                       | Mendonça Filho                |
| Ministre de l'Environnement                                    | Sarney Filho                  |
| Ministre de la Maison civile                                   | Eliseu Padilha                |
| Ministre des Finances                                          | Henrique Meirelles            |
| Ministre de l'Intégration nationale                            | Helder Barbalho               |
| Ministre de la Justice et de la Citoyenneté                    | Alexandre de Moraes           |
| Ministre des Mines et de l'Énergie                             | Fernando Bezerra Coelho Filho |
| Ministre du Plan                                               | Romero Jucá                   |
| Ministre de la Santé                                           | Ricardo Barros                |
| Ministre de la Science, des Technologies et des Communications | Gilberto Kassab               |
| Ministre des Sports                                            | Leonardo Picciani             |
| Ministre du Tourisme                                           | Henrique Eduardo Alves        |
| Ministre de la Transparence                                    | Fabiano Silveira              |
| Ministre des Transports                                        | Maurício Quintella Lessa      |
| Ministre du Travail                                            | Ronaldo Nogueira              |
| Ministre de la Ville                                           | Bruno Araújo                  |
| Secrétaire du Gouvernement                                     | Geddel Vieira Lima            |
| Chef du cabinet de la Sécurité institutionnelle                | Sérgio Etchegoyen             |
| Procureur général                                              | Fábio Medina                  |
| Chef de la Banque centrale                                     | Alexandre Tombini             |

### Remaniement du 24 mai 2016
- Les nouveaux ministres sont indiqués en gras, ceux ayant changé d'attributions en italique.

| Portefeuille                                                   | Ministre                                   |
| -------------------------------------------------------------- | ------------------------------------------ |
| Président de la République                                     | Michel Temer (intérim)                     |
| Ministre des Affaires étrangères et du Commerce extérieur      | José Serra                                 |
| Ministre de l'Agriculture                                      | Blairo Maggi                               |
| Ministre de la Culture                                         | Marcelo Calero                             |
| Ministre de la Défense                                         | Raul Jungmann                              |
| Ministre du Développement agraire et social                    | Osmar Terra                                |
| Ministre du Développement, de l'Industrie et du Commerce       | Marcos Pereira                             |
| Ministre de l'Éducation                                        | Mendonça Filho                             |
| Ministre de l'Environnement                                    | Sarney Filho                               |
| Ministre de la Maison civile                                   | Eliseu Padilha                             |
| Ministre des Finances                                          | Henrique Meirelles                         |
| Ministre de l'Intégration nationale                            | Helder Barbalho                            |
| Ministre de la Justice et de la Citoyenneté                    | Alexandre de Moraes                        |
| Ministre des Mines et de l'Énergie                             | Fernando Bezerra Coelho Filho              |
| Ministre du Plan                                               | Dyogo Henrique de Oliveira (intérim)       |
| Ministre de la Santé                                           | Ricardo Barros                             |
| Ministre de la Science, des Technologies et des Communications | Gilberto Kassab                            |
| Ministre des Sports                                            | Leonardo Picciani                          |
| Ministre de la Transparence                                    | Fabiano Silveira (jusqu'au 30/05/2016)     |
| Ministre de la Transparence                                    | Carlos Higino Ribeiro de Alencar (intérim) |
| Ministre du Tourisme                                           | Henrique Eduardo Alves                     |
| Ministre du Travail                                            | Ronaldo Nogueira                           |
| Ministre des Transports                                        | Maurício Quintella Lessa                   |
| Ministre de la Ville                                           | Bruno Araújo                               |
| Secrétaire du Gouvernement                                     | Geddel Vieira Lima                         |
| Chef du cabinet de la Sécurité institutionnelle                | Sérgio Etchegoyen                          |
| Procureur général                                              | Fábio Medina                               |
| Chef de la Banque centrale                                     | Alexandre Tombini                          |

### Remaniement du 2 juin 2016
- Les nouveaux ministres sont indiqués en gras, ceux ayant changé d'attributions en italique.

| Portefeuille                                                   | Ministre                                     |
| -------------------------------------------------------------- | -------------------------------------------- |
| Président de la République                                     | Michel Temer                                 |
| Ministre des Affaires étrangères et du Commerce extérieur      | José Serra                                   |
| Ministre de l'Agriculture                                      | Blairo Maggi                                 |
| Ministre de la Culture                                         | Marcelo Calero (jusqu'au 18/11/2016)         |
| Ministre de la Culture                                         | Roberto Freire (à partir du 23/11/2016)      |
| Ministre de la Défense                                         | Raul Jungmann                                |
| Ministre du Développement agraire et social                    | Osmar Terra                                  |
| Ministre du Développement, de l'Industrie et du Commerce       | Marcos Pereira                               |
| Ministre de l'Éducation                                        | Mendonça Filho                               |
| Ministre de l'Environnement                                    | Sarney Filho                                 |
| Ministre de la Maison civile                                   | Eliseu Padilha                               |
| Ministre des Finances                                          | Henrique Meirelles                           |
| Ministre de l'Intégration nationale                            | Helder Barbalho                              |
| Ministre de la Justice et de la Citoyenneté                    | Alexandre de Moraes                          |
| Ministre des Mines et de l'Énergie                             | Fernando Bezerra Coelho Filho                |
| Ministre du Plan                                               | Dyogo Henrique de Oliveira (intérim)         |
| Ministre de la Santé                                           | Ricardo Barros                               |
| Ministre de la Science, des Technologies et des Communications | Gilberto Kassab                              |
| Ministre des Sports                                            | Leonardo Picciani                            |
| Ministre de la Transparence                                    | Torquato Jardim                              |
| Ministre du Tourisme                                           | Henrique Eduardo Alves (jusqu'au 16/06/2016) |
| Ministre du Tourisme                                           | Alberto Alves (intérim)                      |
| Ministre du Tourisme                                           | Marx Beltrão (à partir du 16/10/2016)        |
| Ministre du Travail                                            | Ronaldo Nogueira                             |
| Ministre des Transports                                        | Maurício Quintella Lessa                     |
| Ministre de la Ville                                           | Bruno Araújo                                 |
| Secrétaire du Gouvernement                                     | Geddel Vieira Lima (jusqu'au 25/11/2016)     |
| Chef du cabinet de la Sécurité institutionnelle                | Sérgio Etchegoyen                            |
| Procureur général                                              | Fábio Medina (jusqu'au 06/06/16)             |
| Procureur général                                              | Grace Mendonça (à partir du 09/09/2016)      |
| Chef de la Banque centrale                                     | Alexandre Tombini                            |

### Remaniement du 7 février 2017
- Les nouveaux ministres sont indiqués en gras, ceux ayant changé d'attributions en italique.

| Portefeuille                                                   | Ministre                                                           |
| -------------------------------------------------------------- | ------------------------------------------------------------------ |
| Président de la République                                     | Michel Temer                                                       |
| Ministre des Affaires étrangères et du Commerce extérieur      | José Serra (jusqu'au 22/02/2017)                                   |
| Ministre des Affaires étrangères et du Commerce extérieur      | Marcos Bezerra Abbott Galvão (intérim)                             |
| Ministre de l'Agriculture                                      | Blairo Maggi                                                       |
| Ministre de la Culture                                         | Roberto Freire                                                     |
| Ministre de la Défense                                         | Raul Jungmann                                                      |
| Ministre du Développement agraire et social                    | Osmar Terra                                                        |
| Ministre du Développement, de l'Industrie et du Commerce       | Marcos Pereira                                                     |
| Ministre des Droits de l'homme                                 | Luislinda Valois                                                   |
| Ministre de l'Éducation                                        | Mendonça Filho                                                     |
| Ministre de l'Environnement                                    | Sarney Filho                                                       |
| Ministre de la Maison civile                                   | Eliseu Padilha                                                     |
| Ministre des Finances                                          | Henrique Meirelles                                                 |
| Ministre de l'Intégration nationale                            | Helder Barbalho                                                    |
| Ministre de la Justice et de la Sécurité publique              | Alexandre de Moraes (jusqu'au 22/02/2017)                          |
| Ministre de la Justice et de la Sécurité publique              | José Levi Mello do Amaral Júnior (intérim)                         |
| Ministre des Mines et de l'Énergie                             | Fernando Bezerra Coelho Filho                                      |
| Ministre du Plan                                               | Dyogo Henrique de Oliveira (intérim)                               |
| Ministre de la Santé                                           | Ricardo Barros                                                     |
| Ministre de la Science, des Technologies et des Communications | Gilberto Kassab                                                    |
| Ministre des Sports                                            | Leonardo Picciani                                                  |
| Ministre de la Transparence                                    | Torquato Jardim                                                    |
| Ministre du Tourisme                                           | Marx Beltrão                                                       |
| Ministre du Travail                                            | Ronaldo Nogueira                                                   |
| Ministre des Transports                                        | Maurício Quintella Lessa                                           |
| Ministre de la Ville                                           | Bruno Araújo                                                       |
| Secrétaire du Gouvernement                                     | Antônio Imbassahy                                                  |
| Secrétaire général de la Présidence                            | Wellington Moreira Franco (mandat suspendu à partir du 08/02/2017) |
| Chef du cabinet de la Sécurité institutionnelle                | Sérgio Etchegoyen                                                  |
| Procureur général                                              | Grace Mendonça                                                     |
| Chef de la Banque centrale                                     | Alexandre Tombini                                                  |

### Remaniement du 7 mars 2017
- Les nouveaux ministres sont indiqués en gras, ceux ayant changé d'attributions en italique.

| Portefeuille                                                   | Ministre                                                 |
| -------------------------------------------------------------- | -------------------------------------------------------- |
| Président de la République                                     | Michel Temer                                             |
| Ministre des Affaires étrangères et du Commerce extérieur      | Aloysio Nunes                                            |
| Ministre de l'Agriculture                                      | Blairo Maggi                                             |
| Ministre de la Culture                                         | Roberto Freire (jusqu'au 18/05/2017)                     |
| Ministre de la Culture                                         | João Batista de Andrade (intérim)                        |
| Ministre de la Défense                                         | Raul Jungmann                                            |
| Ministre du Développement agraire et social                    | Osmar Terra                                              |
| Ministre du Développement, de l'Industrie et du Commerce       | Marcos Pereira                                           |
| Ministre des Droits de l'homme                                 | Luislinda Valois                                         |
| Ministre de l'Éducation                                        | Mendonça Filho                                           |
| Ministre de l'Environnement                                    | Sarney Filho                                             |
| Ministre de la Maison civile                                   | Eliseu Padilha                                           |
| Ministre des Finances                                          | Henrique Meirelles                                       |
| Ministre de l'Intégration nationale                            | Helder Barbalho                                          |
| Ministre de la Justice et de la Sécurité publique              | Osmar Serraglio                                          |
| Ministre des Mines et de l'Énergie                             | Fernando Bezerra Coelho Filho                            |
| Ministre du Plan                                               | Dyogo Henrique de Oliveira (intérim jusqu'au 31/03/2017) |
| Ministre de la Santé                                           | Ricardo Barros                                           |
| Ministre de la Science, des Technologies et des Communications | Gilberto Kassab                                          |
| Ministre des Sports                                            | Leonardo Picciani                                        |
| Ministre de la Transparence                                    | Torquato Jardim                                          |
| Ministre du Tourisme                                           | Marx Beltrão                                             |
| Ministre du Travail                                            | Ronaldo Nogueira                                         |
| Ministre des Transports                                        | Maurício Quintella Lessa                                 |
| Ministre de la Ville                                           | Bruno Araújo                                             |
| Secrétaire du Gouvernement                                     | Antônio Imbassahy                                        |
| Secrétaire général de la Présidence                            | Wellington Moreira Franco                                |
| Chef du cabinet de la Sécurité institutionnelle                | Sérgio Etchegoyen                                        |
| Procureur général                                              | Grace Mendonça                                           |
| Chef de la Banque centrale                                     | Alexandre Tombini                                        |

### Remaniement du 31 mai 2017
- Les nouveaux ministres sont indiqués en gras, ceux ayant changé d'attributions en italique.

| Portefeuille                                                   | Ministre                                               |
| -------------------------------------------------------------- | ------------------------------------------------------ |
| Président de la République                                     | Michel Temer                                           |
| Ministre des Affaires étrangères et du Commerce extérieur      | Aloysio Nunes                                          |
| Ministre de l'Agriculture                                      | Blairo Maggi                                           |
| Ministre de la Culture                                         | João Batista de Andrade (intérim, jusqu'au 16/06/2017) |
| Ministre de la Culture                                         | Sérgio Sá Leitão (à partir du 25/07/2017)              |
| Ministre de la Défense                                         | Raul Jungmann                                          |
| Ministre du Développement agraire et social                    | Osmar Terra                                            |
| Ministre du Développement, de l'Industrie et du Commerce       | Marcos Pereira                                         |
| Ministre des Droits de l'homme                                 | Luislinda Valois (jusqu'au 20/02/2018)                 |
| Ministre des Droits de l'homme                                 | Gustavo do Vale Rocha (pt)                             |
| Ministre de l'Éducation                                        | Mendonça Filho                                         |
| Ministre de l'Environnement                                    | Sarney Filho                                           |
| Ministre de la Maison civile                                   | Eliseu Padilha                                         |
| Ministre des Finances                                          | Henrique Meirelles                                     |
| Ministre de l'Intégration nationale                            | Helder Barbalho                                        |
| Ministre de la Justice et de la Sécurité publique              | Torquato Jardim                                        |
| Ministre des Mines et de l'Énergie                             | Fernando Bezerra Coelho Filho                          |
| Ministre du Plan                                               | Dyogo Henrique de Oliveira                             |
| Ministre de la Santé                                           | Ricardo Barros                                         |
| Ministre de la Science, des Technologies et des Communications | Gilberto Kassab                                        |
| Ministre des Sports                                            | Leonardo Picciani                                      |
| Ministre de la Transparence                                    | Wagner de Campos Rosário (intérim)                     |
| Ministre du Tourisme                                           | Marx Beltrão                                           |
| Ministre du Travail                                            | Ronaldo Nogueira (jusqu'au 27/12/2017)                 |
| Ministre du Travail                                            | Helton Yomura (intérim)                                |
| Ministre des Transports                                        | Maurício Quintella Lessa                               |
| Ministre de la Ville                                           | Bruno Araujo (jusqu'au 13/11/2017)                     |
| Ministre de la Ville                                           | Marco Aurélio de Queiroz Campos (intérim)              |
| Ministre de la Ville                                           | Alexandre Baldy (à partir du 22/11/2017)               |
| Secrétaire du Gouvernement                                     | Antônio Imbassahy                                      |
| Secrétaire général de la Présidence                            | Wellington Moreira Franco                              |
| Chef du cabinet de la Sécurité institutionnelle                | Sérgio Etchegoyen                                      |
| Procureur général                                              | Grace Mendonça                                         |
| Chef de la Banque centrale                                     | Alexandre Tombini                                      |

### Remaniement du 27 février 2018
- Les nouveaux ministres sont indiqués en gras, ceux ayant changé d'attributions en italique.

| Portefeuille                                                   | Ministre                                         |
| -------------------------------------------------------------- | ------------------------------------------------ |
| Président de la République                                     | Michel Temer                                     |
| Ministre des Affaires étrangères et du Commerce extérieur      | Aloysio Nunes                                    |
| Ministre de l'Agriculture                                      | Blairo Maggi                                     |
| Ministre de la Culture                                         | Sérgio Sá Leitão                                 |
| Ministre de la Défense                                         | Joaquim Silva e Luna                             |
| Ministre du Développement agraire et social                    | Osmar Terra                                      |
| Ministre du Développement, de l'Industrie et du Commerce       | Marcos Pereira                                   |
| Ministre des Droits de l'homme                                 | Luislinda Valois                                 |
| Ministre de l'Éducation                                        | Mendonça Filho                                   |
| Ministre de l'Environnement                                    | Sarney Filho                                     |
| Ministre de la Maison civile                                   | Eliseu Padilha                                   |
| Ministre des Finances                                          | Henrique Meirelles (jusqu'au 06/04/2018)         |
| Ministre des Finances                                          | Eduardo Guardia                                  |
| Ministre de l'Intégration nationale                            | Helder Barbalho                                  |
| Ministre de la Justice                                         | Torquato Jardim                                  |
| Ministre des Mines et de l'Énergie                             | Fernando Bezerra Coelho Filho                    |
| Ministre du Plan                                               | Dyogo Henrique de Oliveira (jusqu'au 07/04/2018) |
| Ministre du Plan                                               | Esteves Colnago Júnior                           |
| Ministre de la Santé                                           | Ricardo Barros                                   |
| Ministre de la Sécurité publique                               | Raul Jungmann                                    |
| Ministre de la Science, des Technologies et des Communications | Gilberto Kassab                                  |
| Ministre des Sports                                            | Leonardo Picciani                                |
| Ministre de la Transparence                                    | Wagner de Campos Rosário (intérim)               |
| Ministre du Tourisme                                           | Marx Beltrão (jusqu'au 09/04/2018)               |
| Ministre du Tourisme                                           | Vinicius Lummertz                                |
| Ministre du Travail                                            | Helton Yomura (jusqu'au 05/07/2018)              |
| Ministre du Travail                                            | Eliseu Padilha (intérim)                         |
| Ministre du Travail                                            | Caio Luiz de Almeida (à partir du 10/07/2018)    |
| Ministre des Transports                                        | Maurício Quintella Lessa                         |
| Ministre de la Ville                                           | Alexandre Baldy                                  |
| Secrétaire du Gouvernement                                     | Antônio Imbassahy                                |
| Secrétaire général de la Présidence                            | Wellington Moreira Franco                        |
| Chef du cabinet de la Sécurité institutionnelle                | Sérgio Etchegoyen                                |
| Procureur général                                              | Grace Mendonça                                   |
| Chef de la Banque centrale                                     | Alexandre Tombini                                |
| Ministre de la Transition (à partir du 05/11/2018)             | Onyx Lorenzoni                                   |